# Mingus Mingus Mingus Mingus Mingus
Pour les articles homonymes, voir Mingus.
Albums de Charles Mingus
The Black Saint and the Sinner Lady
(1963) Mingus Plays Piano
(1963)
Mingus Mingus Mingus Mingus Mingus  est un album de jazz de Charles Mingus sorti en 1964.

## Descriptif
« Mingus Mingus Mingus Mingus Mingus » est le dernier album studio de la période très prolifique et inventive du bassiste-compositeur qui enchaînait des albums admirés par la critique. En effet, mis à part l’opus en solo au piano Mingus Plays Piano et quelques albums live, Mingus ne réalise pas de nouvel album jusqu’en 1970. Cet album qui suit l’ambitieux The Black Saint and the Sinner Lady est plus posé et permet à Mingus de se replonger dans ses anciennes compositions qu’il renomme à l’occasion. Ainsi Haitian Fight Song devient II B.S, E's Flat Ah's Flat Too devient Hora Decubitus et Nouroog devient I X Love.
Si les compositions sont anciennes, l’album n’en est pas moins efficace grâce à un superbe ensemble de musiciens et une exécution précise qui égale voire surpasse les précédentes versions.

## Titres
Sauf indication, tous les titres sont composés par Charles Mingus :
1. II B.S (4:48)
2. I X Love (7:41)
3. Celia (6:14)
4. Mood Indigo (Ellington, Mills, Bigard)     (4:45)
5. Better Get Hit In Yo' Soul (6:30)
6. Theme For Lester Young (Goodbye Pork Pie Hat) (5:51)
7. Hora Decubitus (4:43)
8. Freedom (5:10)

## Musiciens
- Charles Mingus – Basse, piano, narration
- Jaki Byard – Piano
- Eddie Preston (en) – Trompette
- Richard Williams (en)  – Trompette
- Rolf Ericson – Trompette
- Britt Woodman (en)  – Trombone
- Quentin Jackson (en) - Trombone
- Jimmy Knepper – Trombone
- Eric Dolphy – Saxophone alto, clarinette Basse, flûte
- Jerome Richardson – Saxophone baryton et soprano, flûte
- Dick Hafer (en) – Saxophone ténor, clarinette, flûte
- Charlie Mariano – Saxophone ténor
- Booker Ervin – Saxophone ténor
- Don Butterfield (en) – Tuba
- Jay Berliner (en)  - Guitare
- Walter Perkins – Batterie
- Dannie Richmond – Batterie